# Efekt obserwatora
Efekt obserwatora – termin, który w fizyce odnosi się do zmian, jakie sam akt obserwacji wprowadza do obserwowanego zjawiska. Często wynika on z zastosowania przyrządów pomiarowych, które w sposób nieunikniony zmieniają stan badanego obiektu.

## Elektronika
Jako przykład można tu podać pomiar napięcia lub natężenia prądu elektrycznego. Ponieważ amperomierz i woltomierz należy najpierw podłączyć do obwodu, ich obecność wpłynie na mierzone wielkości z uwagi na obciążenie, jakie te przyrządy stanowią dla mierzonego obwodu.

## Termodynamika
Termometr stosowany do pomiaru temperatury również musi zaabsorbować pewną część energii termicznej układu, a tym samym zmienia jego temperaturę.

## Mechanika kwantowa
Według mechaniki kwantowej wynik każdego pomiaru jest zmienną losową o określonym rozkładzie prawdopodobieństwa. Przed dokonaniem pomiaru układ istnieje zatem w superpozycji stanów dozwolonych (w pewnym sensie we wszystkich dozwolonych stanach jednocześnie). Stan układu staje się znany dopiero po dokonaniu obserwacji.
Prawdopodobnie najbardziej znanym przykładem występowania efektu obserwatora w mechanice kwantowej jest słynny eksperyment myślowy znany jako paradoks kota Schrödingera, w którym rozważany, hipotetyczny kot jest przed dokonaniem obserwacji jednocześnie żywy i martwy (lub ani żywy ani martwy).